# Groupe Borgia
Le groupe Borgia est le nom donné à un ensemble de codex mésoaméricains de thématique et surtout de style communs appelé Mixteca-Puebla : les codex Borgia, Cospi, Fejérváry-Mayer, Laud, Vaticanus B, Aubin n°20 et le revers du Porfirio Diaz. On suppose qu'ils ont été réalisés dans une région s'étendant des actuels États mexicains de Puebla (au sud) à Tlaxcala (au nord).

## Histoire
C'est Eduard Seler qui a, le premier, établi l'existence de passages parallèles entre ces codex et les a réuni sous le nom de « groupe du codex Borgia ».

## Unité
La base de l'unité de ce groupe est la présence de parties de même contenu. Cependant, leur présentation et le style de leurs glyphes diffèrent suffisamment pour nécessiter une subdivision du groupe, selon Bodo Spranz.

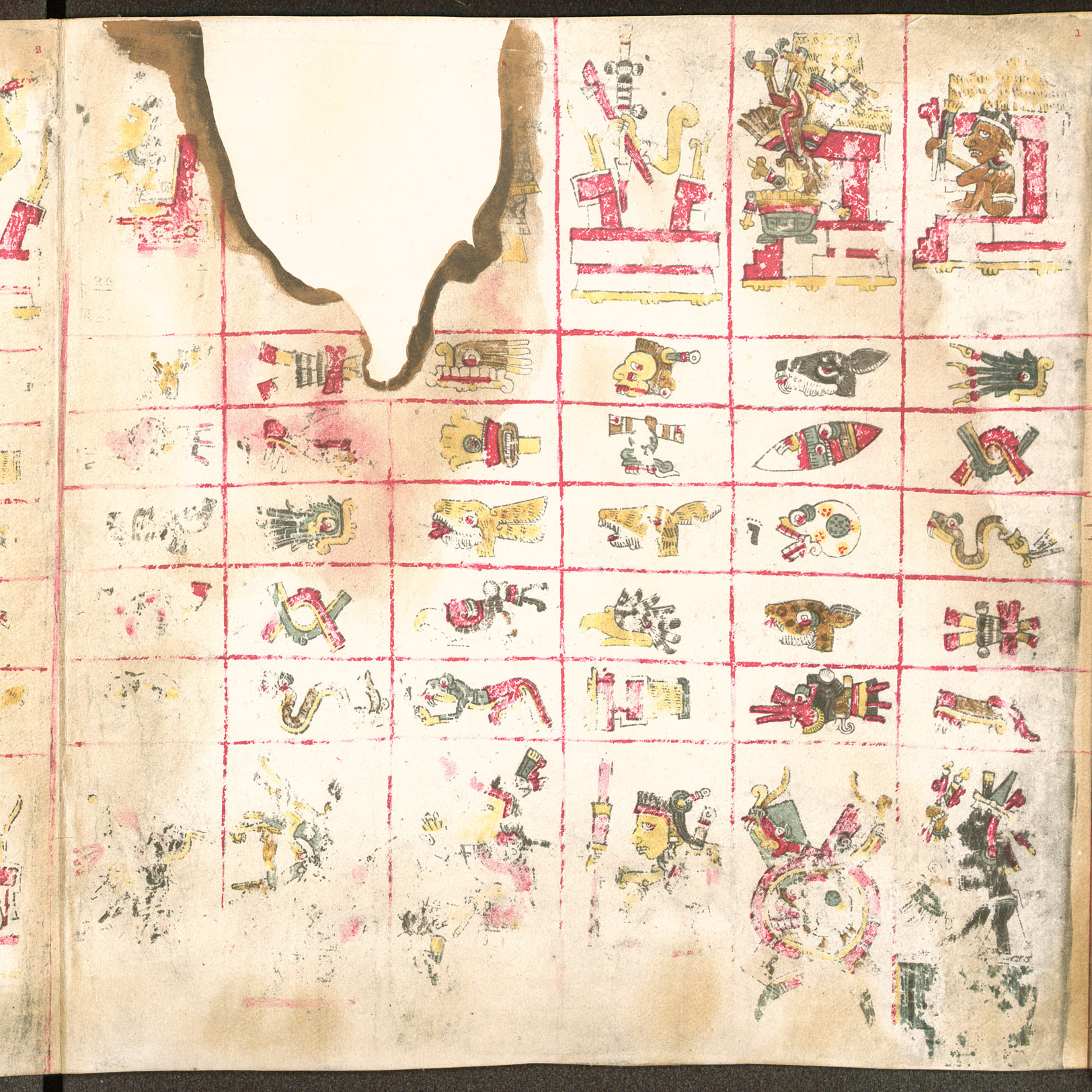
Codex Borgia, page 1
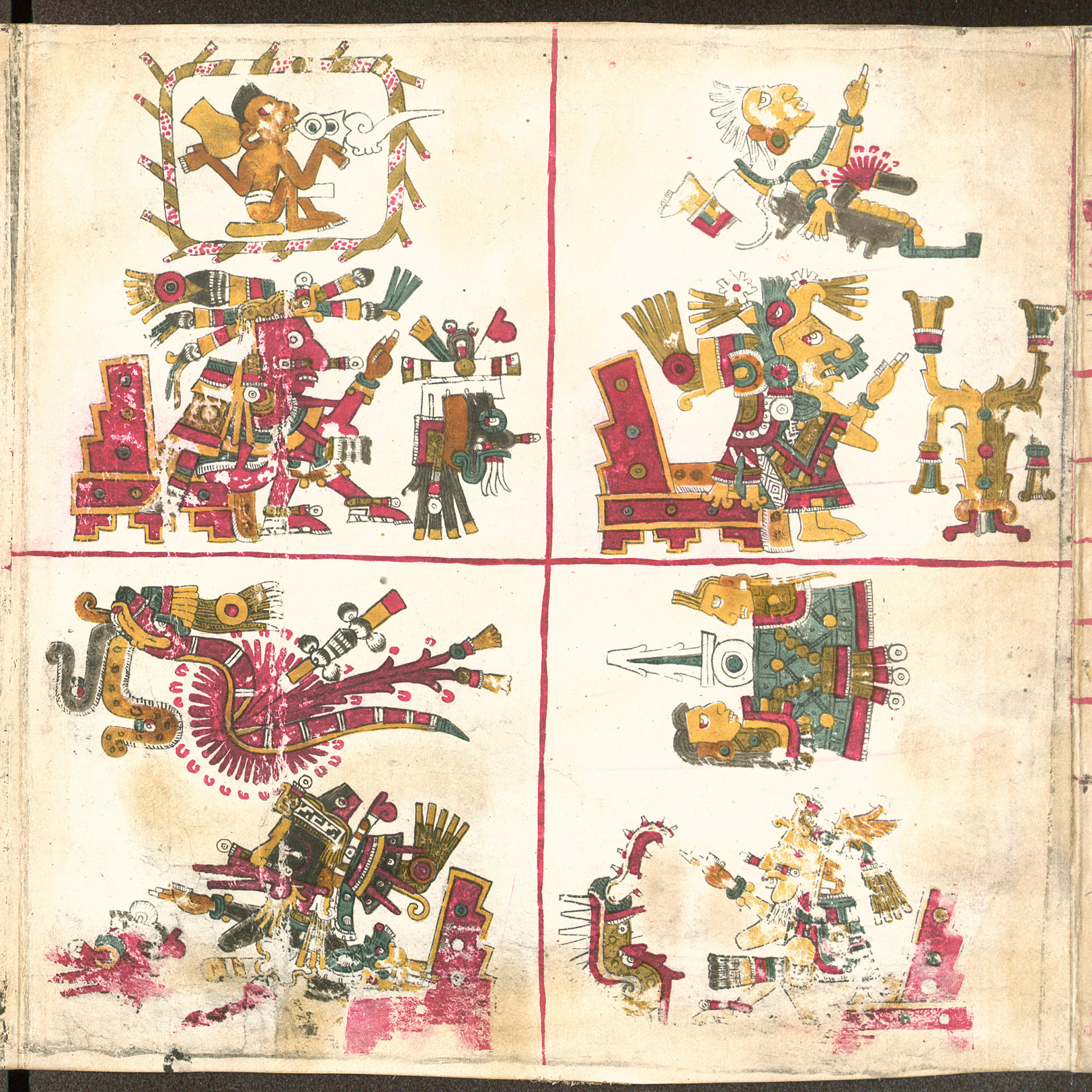
Codex Borgia, page 9
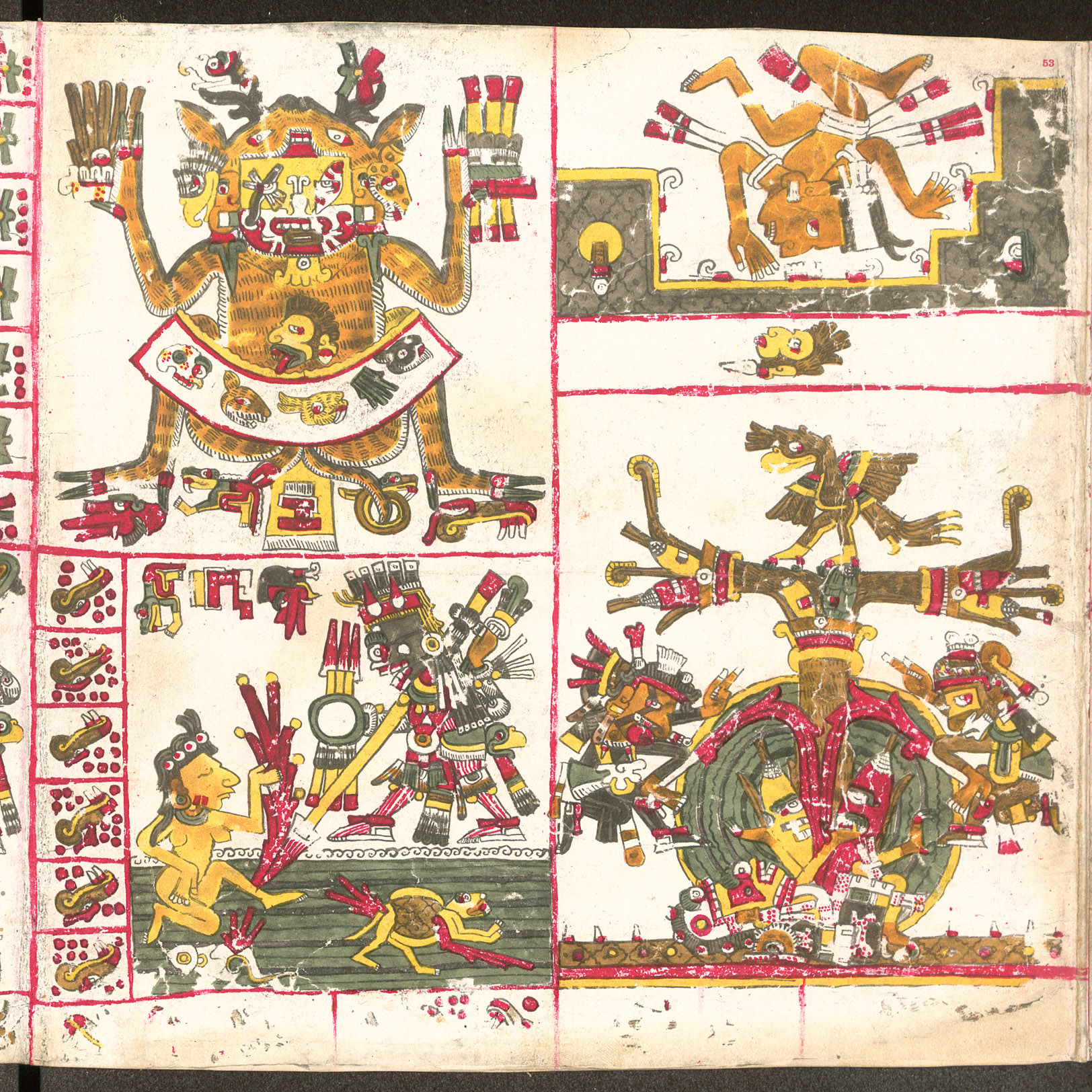
Codex Borgia, page 53